# Hydra (geslacht)
Hydra is een geslacht van hydroïdpoliepen uit de familie Hydridae. Ze leven in gematigde en tropische wateren.
Zoetwaterpoliepen (Hydra) zijn een geslacht van de klasse Hydrozoa, die behoren tot de phylum Cnidaria. Afhankelijk van de soort worden zoetwaterpoliepen tot 3 cm groot en koloniseren zij zoet- en stromend water en in uitzonderlijke gevallen ook brak water. Hydra is - als men Chlorohydra niet als een apart geslacht meetelt, zoals sommige auteurs doen - het enige geslacht binnen de familie Hydridae.
Ten minste vijf soorten van het geslacht komen voor in Europa, waaronder Hydra vulgaris (gewone zoetwaterpoliep) en Hydra viridissima (ook wel Chlorohydra viridissima of groene zoetwaterpoliep genoemd. De groene kleur komt van chlorella-algen die in symbiose met Hydra leven). Hydra wordt soms aangetroffen in aquaria en wordt vaak alleen opgemerkt als ze krachtig broeden vanwege de toegenomen voedselbeschikbaarheid.
Biologen zijn bijzonder geïnteresseerd in Hydra vanwege hun regeneratieve capaciteit: ze verouderen niet en sterven niet door ouderdom. In 1998 beweerde Daniel Martinez in Experimental Gerontology dat Hydra biologisch onsterfelijk zijn. Nader onderzoek lijkt deze stelling te bevestigen. Hydra stamcellen hebben de mogelijkheid zich onbeperkt te hernieuwen. Aan de basis daarvan ligt de transcriptiefactor FoxO.

## Kenmerken
De leden van het geslacht en de familie leven als solitaire poliepen en er worden geen medusae-stadia en geen gonoforen gevormd, zoals gebruikelijk is bij andere hydrozoa. Hydra heeft een ring van holle draadvormige tentakels rond de mondkegel. Het onderste deel van de poliep heeft een steel. Er vindt seksuele en ongeslachtelijke voortplanting plaats. De geslachtsorganen ontwikkelen zich direct in wratachtige uitsteeksels in de epidermis van de poliep, mannetjes in het bovenste deel van de poliep, vrouwtjes in het onderste deel. Aseksuele reproductie vindt plaats door ontluikende, longitudinale of transversale deling. Bevruchte eieren kunnen zich omringen met een beschermende schaal en lang overleven voordat de kleine poliep uitkomt. Er zijn vier soorten netelcellen: stenotele, desmoneme, atriche en holotriche isorhizen.

### Anatomie
De lichaamswand van de zoetwaterpoliep bestaat uit drie lagen: de buitenhuid (ectodermale epidermis), de binnenhuid (entodermale gastrodermis) en een gelatineuze ondersteunende matrix genaamd de mesogloea, die afgezien van de zenuwcellen, celvrij is. Ectoderm en endoderm worden elk gevormd door cellen. In het ectoderm bevinden zich sensorische of receptorcellen, die omgevingsprikkels zoals zachte waterstromen of chemische prikkels absorberen en via een extensie de informatie doorgeven aan zenuwcellen in de ondersteunende laag.
Daarnaast bevinden zich in het ectoderm netelkapsels, die worden uitgeworpen en een verlammend gif vrijgeven, dat wordt gebruikt om prooien te vangen. Deze netelkapsels kunnen niet worden geregenereerd, dus ze kunnen maar één keer worden uitgeworpen. Ze worden gevormd door netelcellen (cnidoblasten), die op hun beurt ontstaan uit zogenaamde interstitiële cellen. Cnidoblasten en interstitiële cellen hebben gemeen dat verschillende individuele cellen via intercellulaire bruggen met elkaar zijn verbonden. De netelkapsels bevinden zich op de tentakels van Hydra. Op elk van deze tentakels zitten 2500 tot 3500 netelkapsels.
Het grootste deel van de cellen van het ectoderm zijn echter epitheliale spiercellen, die aan de ondersteunende laag zijn bevestigd met een basaal proces waarin zich spierfilamenten bevinden. De epitheliale spiercellen vormen longitudinale spierlagen langs het polieplichaam. Door deze cellen te stimuleren kan de poliep snel samentrekken. Er zijn ook spiercellen in het endoderm, deze worden voedende spiercellen genoemd vanwege hun functie van het opnemen van voedingsstoffen. In tegenstelling tot de spiercellen van het ectoderm zijn ze ringvormig gerangschikt. Dit zorgt ervoor dat de poliep zich uitrekt als de spiercellen van het endoderm samentrekken.
De endodermale gastrodermis omsluit een holte die de gastrocoel of coelenteron wordt genoemd. Omdat deze holte de taken van zowel het spijsverteringskanaal als een vasculair systeem op zich neemt, wordt het een gastrovasculair systeem genoemd. Voor dit doel zijn er, naast de voedende spiercellen in het endoderm, ook gespecialiseerde kliercellen die spijsverteringsafscheidingen uitscheiden.
Bovendien zijn er vervangende cellen in zowel het ectoderm als het endoderm die kunnen transformeren in andere cellen of die bijvoorbeeld sperma en eicellen kunnen produceren (de meeste poliepen zijn hermafrodiet).

### Het zenuwstelsel
Zoals alle coelenteraten heeft de hydra een zenuwnetwerk. Er zijn geen coördinatiecentra zoals ganglia of hersenen. Niettemin kan een opeenhoping van sensorische en zenuwcellen en hun verlengingen op de mond en de steel worden waargenomen. Zoetwaterpoliepen reageren op chemische, mechanische en elektrische prikkels, maar ook op licht en temperatuur.

## Voedselinname en spijsvertering
Zoetwaterpoliepen voeden zich met kleine krabben, watervlooien, insectenlarven, watermijten, plankton en andere kleine waterdieren, die worden gevangen met behulp van de tentakels. Als een dier een tentakel aanraakt, komt het daar vast te zitten en wordt verlamd en mogelijk zelfs gedood door het gif van de weggeschoten netelkapsels. De netelkapsels dragen een klein aanhangsel, dat bij aanraking een klein deksel opent; de buis van het netelkapsel schiet naar buiten, dringt het slachtoffer binnen en laat zijn gif vrij, waardoor het verlamd wordt. Het proces van eruit springen duurt slechts ongeveer 3 microseconden. De tentakels buigen dan door en bewegen zo de prooi richting de mondopening. Van daaruit bereikt het het gastrovasculaire kanaal van de poliep, waar het wordt verteerd door een afscheiding van de kliercellen en wordt opgenomen door voedende spiercellen (endocytose). Onverteerbare stoffen worden uiteindelijk via de mond uitgescheiden.

## Voortbeweging
Poliepen kunnen bewegen als een rups en door te rollen. In het eerste geval wordt de stam naar de zijkant gekanteld totdat het mondgebied met de tentakels de grond raakt. Daar hechten ze zich korte tijd vast met behulp van glutinanten (een soort netelkapsels met een klevende afscheiding). Het onderste uiteinde van de romp wordt dan naar binnen getrokken en het lichaam wordt weer opzij gestrekt. Bij de rollover-beweging hecht het dier ook zijn tentakels aan de grond, maar beweegt zijn slurf heen en weer en komt weer overeind. Poliepen migreren ongeveer 2 cm per dag. Hydra kan ook in het water omhoog bewegen door een gaszak op de voetklier te vormen, die voor drijfvermogen zorgt.

## Voortplanting en levensverwachting
In tegenstelling tot de meeste andere neteldieren missen zoetwaterpoliepen de medusageneratie, ze komen alleen voor in de vorm van poliepen en vertonen geen generatiewisseling (metagenese). Hydra kan zich zowel ongeslachtelijk voortplanten, door nieuwe poliepen te laten ontkiemen op de stengel van de ouderpoliep, door longitudinale en transversale deling en onder bepaalde omstandigheden seksueel. Deze omstandigheden zijn nog niet helemaal opgehelderd, maar gebrek aan voedsel speelt een grote rol. De dieren kunnen mannelijk, vrouwelijk of hermafrodiet zijn. Seksuele voortplanting wordt geïnitieerd door de vorming van geslachtscellen in de wand van het dier. Karakteristieke met sperma gevulde uitsteeksels (testikels) vormen zich in het bovenste derde deel van het dier en een eierstok met een grote eicel in het onderste derde deel van een hermafrodiet dier. De eitjes worden bevrucht terwijl ze nog in de epidermale wand zitten. Het bevruchte eitje wordt ofwel actief door het dier aan de grond vastgemaakt of zakt passief naar de grond. Het kan zich echter ook omringen met een perdermale bedekking en maandenlang in deze vorm overleven. In deze vorm overleeft het uitdrogen en bevriezen. Een kleine poliep komt dan uit de perifere envelop.
Bij poliepen neemt het risico op overlijden niet toe met de leeftijd. Onder ideale omstandigheden heeft het een levensverwachting van enkele eeuwen.

## Regeneratie
De zoetwaterpoliepen hebben een opmerkelijk vermogen om te regenereren. In plaats van beschadigde cellen te repareren, worden ze voortdurend vervangen terwijl stamcellen zich delen en gedeeltelijk differentiëren. Een zoetwaterpoliep regenereert bijna volledig binnen vijf dagen. Het vermogen om zelfs zenuwcellen te vervangen wordt tot nu toe als uniek beschouwd in het dierenrijk. Er moet echter worden opgemerkt dat de zenuwcellen van zoetwaterpoliepen zeer primitieve soorten neuronen zijn. Sommige populaties die lange tijd worden gevolgd, vertonen geen tekenen van veroudering. Onder constant optimale omgevingsomstandigheden mag de leeftijd van een zoetwaterpoliep niet worden beperkt. In 2012 beschreven onderzoekers van de Christian-Albrechts-Universität zu Kiel (CAU) de transcriptiefactor FOXO3, ontdekt in Hydra in 2010, als een kritische factor in de regulatie van stamcelproliferatie, een genproduct dat ook voorkomt bij gewervelde dieren en mensen. Dit suggereert dat de mechanismen die de levensduur controleren, evolutionair geconserveerd zijn.
Een andere bijzondere eigenschap van zoetwaterpoliepen is dat hun cellen, wanneer ze van elkaar worden gescheiden, elkaar weer vinden of er nieuwe poliepen uit groeien. Een nieuw individu kan groeien uit losse stukjes van 1/200ste van de massa van een volwassen poliep. Een zoetwaterpoliep die bijvoorbeeld door een net is geduwd, kan zichzelf weer in elkaar zetten. Deze eigenschap is van groot belang voor de biotechnologie.

## Onderzoeksgeschiedenis
Zoetwaterpoliepen werden voor het eerst wetenschappelijk beschreven in 1702 en zijn al 300 jaar wetenschappelijk bestudeerd. Experimentele studies tussen 1736 en 1744 culmineerden in de ontdekking van ongeslachtelijke voortplanting door ontluikende en de eerste beschrijving van regeneratieve processen bij een dier. Het was Abraham Trembley die zich vooral bezighield met zoetwaterpoliepen. Hij was de eerste die niet alleen dieren observeerde en beschreef, maar ook specifieke experimenten uitvoerde. Daarom verdient hij volgens enkele leidende figuren de rang van vader van de experimentele zoölogie.
In 1909 toonde Ethel Browne Harvey aan dat transplantatie van de hypostoom van de ene zoetwaterpoliep naar de andere een nieuwe lichaamsas bij het gastheerdier kan induceren. Zo liep ze vooruit op de experimenten van Hans Spemann en Hilde Mangold in 1924, die in 1935 leidden tot de toekenning van de Nobelprijs voor de Fysiologie of Geneeskunde voor de ontdekking van de Spemann-Mangold-organisator.
Onderzoekers van de Christian Albrechts University in Kiel hebben ontdekt dat de zoetwaterpoliep Hydra magnipapillata een eiwit produceert dat hydramacine-1 wordt genoemd en dat samenklontert en een aantal bacteriën doodt. Ze slaagden er ook in het geassocieerde gen te isoleren, zodat ze het eiwit in zijn pure vorm konden produceren. Ze konden vaststellen dat hydramacine-1 zelfs in relatief kleine doses enterobacteriën, Klebsiella, streptokokken en Yersinia kan doden. Het was echter minder effectief tegen sommige andere ziektekiemen, zoals Staphylococcus aureus.

## Zoetwaterpoliepen als milieu-indicatoren
Zoetwaterpoliepen kunnen alleen lage niveaus van zware metalen, zoals cadmium, en andere verontreinigende stoffen in hun omgeving verdragen, en daarom worden ze gebruikt als indicatoren voor watervervuiling.

## Systematiek
De familie Hydridae is geplaatst in de World Hydrozoa Database in de onderorde Capitata van Anthomedusae. Jean Bouillon et al. (2006) plaats ze in de onderorde Moerisiida (Poche, 1914) (samen met de families Boeromedusidae, Halimedusidae, Moerisiidae en Polyorchidae). Deze positie van de Hydridae wordt op zijn beurt door Allen et al. (2004) beslist afgewezen vanwege moleculair biologische gegevens. Deze auteurs verenigen de familie Hydridae met Candelabridae, Corymorphidae en Tubulariidae in één taxon Aplanulata (zonder hiërarchische rangorde). In totaal worden 33 soorten van het geslacht Hydra vermeld. Sommige auteurs plaatsen de soorten H. hadleyi en H. viridissima in een apart geslacht Chlorohydra binnen de familie Hydridae.

## Soorten
- Hydra baikalensis Swarczewski, 1923
- Hydra beijingensis Fan, 2003
- Hydra canadensis Rowan, 1930
- Hydra cauliculata Hyman, 1938
- Hydra circumcincta Schulze, 1914 (Grijze zoetwaterpoliep)
- Hydra daqingensis Fan, 2000
- Hydra ethiopiae Hickson, 1930
- Hydra hadleyi (Forrest, 1959)
- Hydra harbinensis Fan & Shi, 2003
- Hydra hymanae Hadley & Forrest, 1949
- Hydra iheringi Cordero, 1939
- Hydra intaba Ewer, 1948
- Hydra intermedia De Carvalho Wolle, 1978
- Hydra japonica Itô, 1947
- Hydra javanica Schulze, 1927
- Hydra liriosoma Campbell, 1987
- Hydra madagascariensis Campbell, 1999
- Hydra magellanica Schulze, 1927
- Hydra mariana Cox & Young, 1973
- Hydra minima Forrest, 1963
- Hydra mohensis Fan & Shi, 1999

- Hydra oligactis Pallas, 1766
- Hydra oregona Griffin & Peters, 1939
- Hydra oxycnida Schulze, 1914 (Plompe zoetwaterpoliep)
- Hydra paludicola Itô, 1947
- Hydra paranensis Cernosvitov, 1935
- Hydra parva Itô, 1947
- Hydra plagiodesmica Dioni, 1968
- Hydra polymorpha Chen & Wang, 2008
- Hydra robusta (Itô, 1947)
- Hydra rutgersensis Forrest, 1963
- Hydra salmacidis Lang da Silveira, Souza-Gomes & de Souza e Silva, 1997
- Hydra sinensis Wang, Deng, Lai & Li, 2009
- Hydra thomseni Cordero, 1941
- Hydra umfula Ewer, 1948
- Hydra utahensis Hyman, 1931
- Hydra viridissima Pallas, 1766
- Hydra vulgaris Pallas, 1766 (Gewone zoetwaterpoliep)
- Hydra zeylandica Burt, 1929
- Hydra shenzhensis Wang & Deng, 2012
- Hydra zhujiangensis Liu & Wang, 2010